# Цибізов Леонід Герасимович
Леонід Герасимович Цибізов (нар. 2 січня 1925 — 16 червня 2009) — Герой Радянського Союзу (1943), у роки німецько-радянської війни командир відділення 25-го гвардійського стрілецького полку 6-ї гвардійської стрілецької дивізії 13-ї армії Центрального фронту, гвардії сержант.

## Біографія
Народився 2 січня 1925 року в селі Красная Горка (зараз Шаранський район Башкирії РФ)  у селянській родині. Росіянин. Закінчив 7 класів, Ашхабадске ізоучилище.
У Червоній Армії із січня 1943 року. У діючій армії на фронтах німецько-радянської війни із серпня 1943 року.
29 вересня 1943 року сержант Цибізов Л. Г. відзнзначився в боях при розширенні плацдарму на правом березі річки Прип'ять в районі села Плютовище Чорнобильського району Київської області Української РСР, він гранатою знищив ворожу кулеметну обслугу і, захопивши справний кулемет, забезпечував успішне просування підрозділів батальйону.
Указом Президії Верховної Ради СРСР від 16 жовтня 1943 року за зразкове виконання бойових завдань командування і проявлені при цьому геройство і мужність гвардії сержантові Цибізову Леоніду Герасимовичу присвоєне звання Героя Радянського Союзу з врученням ордена Леніна і медалі «Золота Зірка» (№ 3607).
У 1944 році закінчив Сизранське танкове училище, в 1945 році — Вищу офіцерську школу самохідної артилерії, а в 1955 році — Військову академію бронетанкових військ.
Після війни служив в Білоруському, Забайкальському військових округах, в Групі радянських військ в Німеччині, в штабі Київського військового округу.
З 1977 року полковник Цибізов Л. Г. у запасі. Жив в Києві.
Указом Президента України від 5 травня 2008 Герою Радянського Союзу Л.Г. Цибізову присвоєно звання генерал-майора. 

## Нагороди
Нагороджений орденом Леніна, орденами Вітчизняної війни 1-го ступеня, «За службу Батьківщині в Збройних силах СРСР» 3-го ступеня, медалями.